# Bootanelleus aereus
Bootanelleus aereus är en stekelart som först beskrevs av Girault 1915.  Bootanelleus aereus ingår i släktet Bootanelleus och familjen gallglanssteklar. Inga underarter finns listade.